# Siegfried Keil
Siegfried Keil (* 24. April 1934 in Kiel; † 14. Februar 2018 in Marburg) war ein deutscher evangelischer Theologe und Sozialethiker.

## Leben
Keil studierte von 1954 bis 1959 evangelische Theologie in Kiel und Tübingen und promovierte 1959 in Kiel. Dort nahm er anschließend ein Studium der Soziologie auf und promovierte 1961 in diesem Fach. Anschließend war er als Gemeindepfarrer in Preetz tätig, bevor er sich von 1965 bis 1968 am Fachbereich Evangelische Theologie der Philipps-Universität Marburg wieder der Wissenschaft widmete. Im Jahr 1969 folgte die Habilitation.
Seit 1968 arbeitete er als Direktor der Evangelischen Hauptstelle für Familien- und Lebensberatung im Rheinland in Düsseldorf. Ab 1973 war er ordentlicher Professor für Sozialpädagogik an der Pädagogischen Hochschule Ruhr, deren letzter Rektor er war, bevor diese 1980 in der Universität Dortmund aufging. Im Jahr 1985 folgte er einem Ruf an die Philipps-Universität Marburg, wo er bis zu seiner Emeritierung am 1. Oktober 2002 die Professur für Sozialethik innehatte.
Im Jahr 2004 wurde Siegfried Keil mit dem Großen Verdienstkreuz der Bundesrepublik Deutschland ausgezeichnet.

## Wirken
Aufgrund seiner wichtigsten sozialethischen Themen „Sexualität und Familie“ wurde Keil immer wieder in kirchliche und staatliche Kommissionen und Beiräte gewählt und hat deren Denkschriften und Gutachten mitgeprägt. Seitens der Evangelischen Kirche in Deutschland (EKD) reicht das Spektrum von der „Denkschrift zu Fragen der Sexualethik“ (1971) bis zu der Stellungnahme „Was Familien brauchen“ (2002). 
Von 1973 bis 2003 war Keil Präsident der Evangelischen Aktionsgemeinschaft für Familienfragen; danach war er deren Ehrenpräsident.
Von 1971 bis 2011 war Keil Mitglied und von 1989 bis 1992 Vorsitzender des Wissenschaftlichen Beirats beim Bundesfamilienministerium. Die Gutachten unter seiner besonderen Verantwortung waren „Leitsätze und Empfehlungen zur Familienpolitik im vereinigten Deutschland“ (1991) sowie „Familie und Beratung. Familienorientierte Beratung zwischen Vielfalt und Integration“ (1993). Außerdem trat Keil als Autor mehrerer eigenständiger Veröffentlichungen zu seinen Arbeitsfeldern hervor.